# ステフェン・ブランカールト

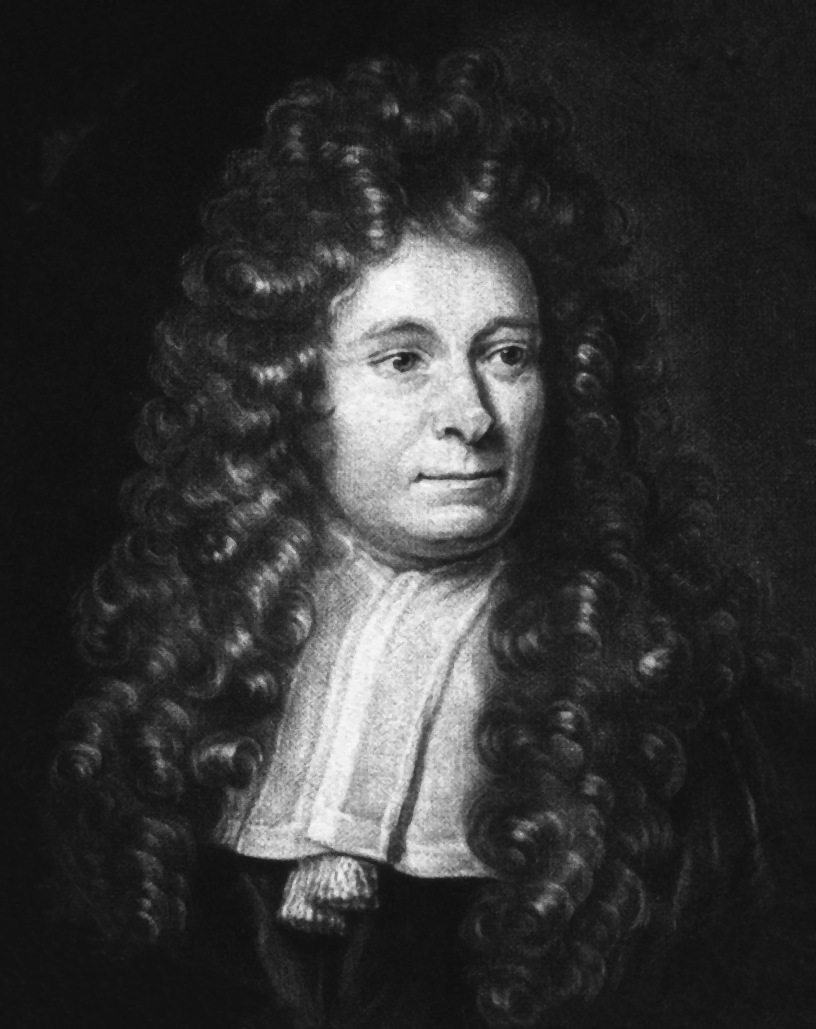
Steven Blankaart

ステフェン・ブランカールト（StevenまたはStephen Blankaart、1650年10月24日 - 1704年2月22日）は、オランダの医師、博物学者、昆虫学者である。1698年の著書『オランダ植物書』（Den Neder-landschen Herbarius ofte Kruid-boek der Voornaamste Kruiden, tot de Medicyne, Spys-bereidingen en Konst-werken diestig）は、江戸時代に藤林普山によって抄訳され、『武蘭加児都本草』となった。また1678年の著書、De Nieuw Hervormde Anatomiaは、『解体新書』の翻訳にあたって参照された『ブランカール解体書』である。　

## 略歴
父親のニコラース・ブランカアルト（Nicolaas Blankaart）はドイツのシュタインフルトやオランダのミデルブルフでギリシャ語や歴史を教えた後、ヘーレンフェーンでナッサウ＝ディーツ侯夫人、アルベルティーネ・アグネス・ファン・ナッサウの侍医となった人物である。ミデルブルフで生まれたブランカールトは薬剤師の見習いをつとめ、フランエーケル大学で哲学と医学を得た後、アムステルダムに移った。
多くの科学者たちと付き合い、多くの著書を残した。フランシスクス・シルヴィウスの信奉者で、大量のコーヒーや紅茶を用いることを勧め、梅毒の研究をおこなった。観察を重視する経験主義的な科学者で、昆虫の自然発生説を否定するために、フランチェスコ・レディの実験の追試をおこなった。
1682年に牧師の娘と結婚した。博物画を描いたマリア・ジビーラ・メーリアンの著作の出版に協力し、リールの病院で神秘的な治療を行ったアントワネット・ブリニヨン（Antoinette Bourignon）とも付き合いがあった。

## ブランカールトの解剖書の図版

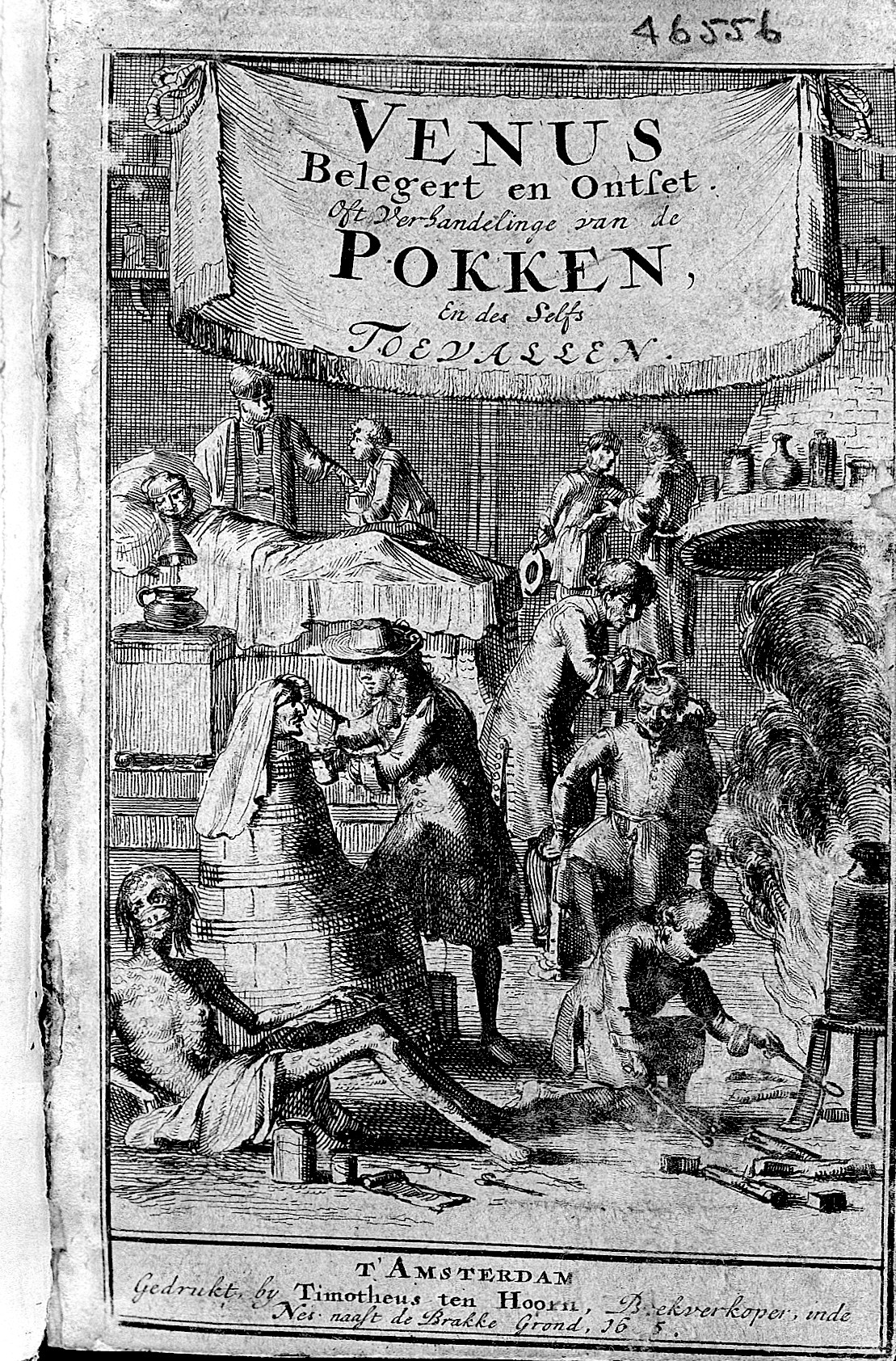
表紙
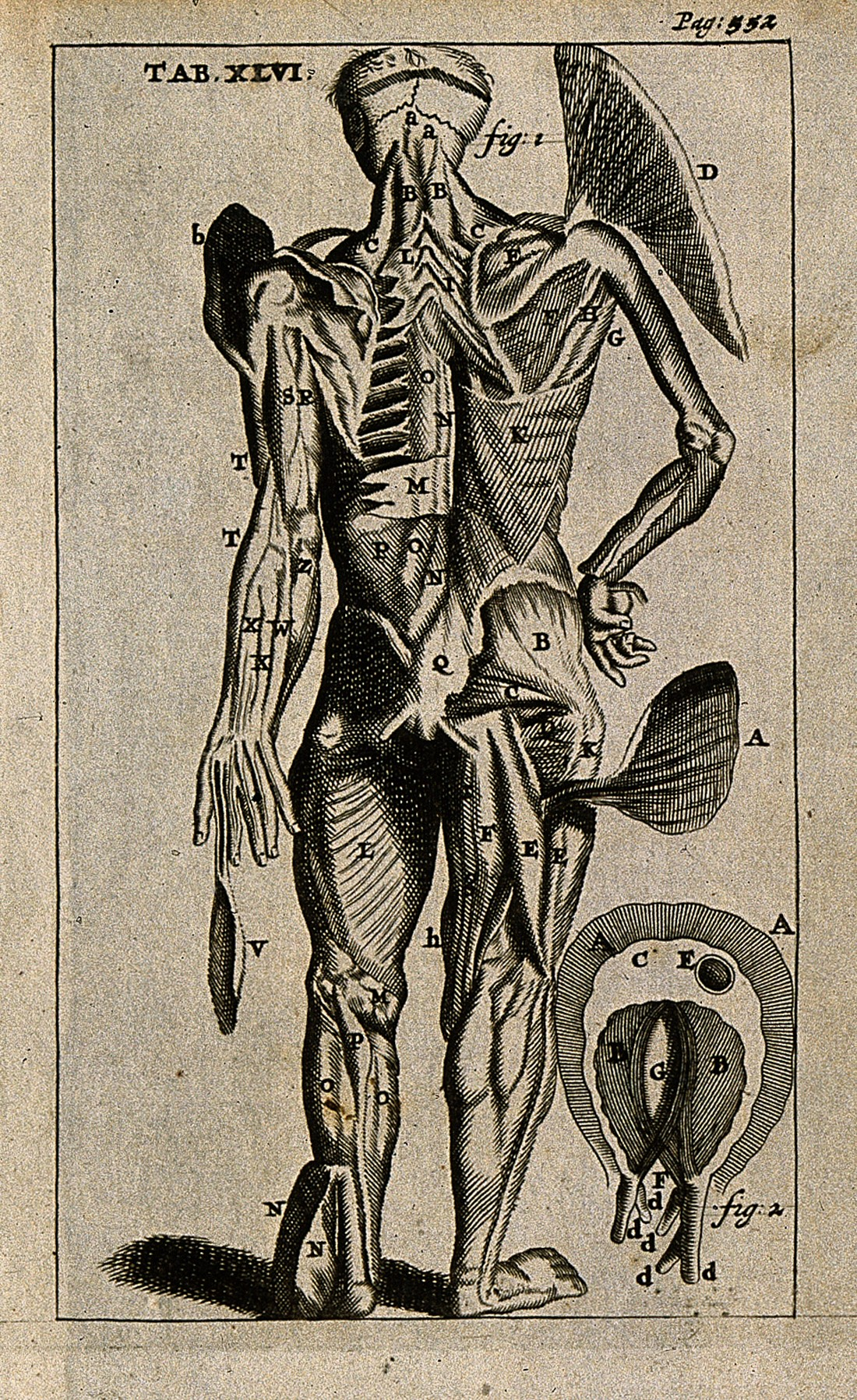
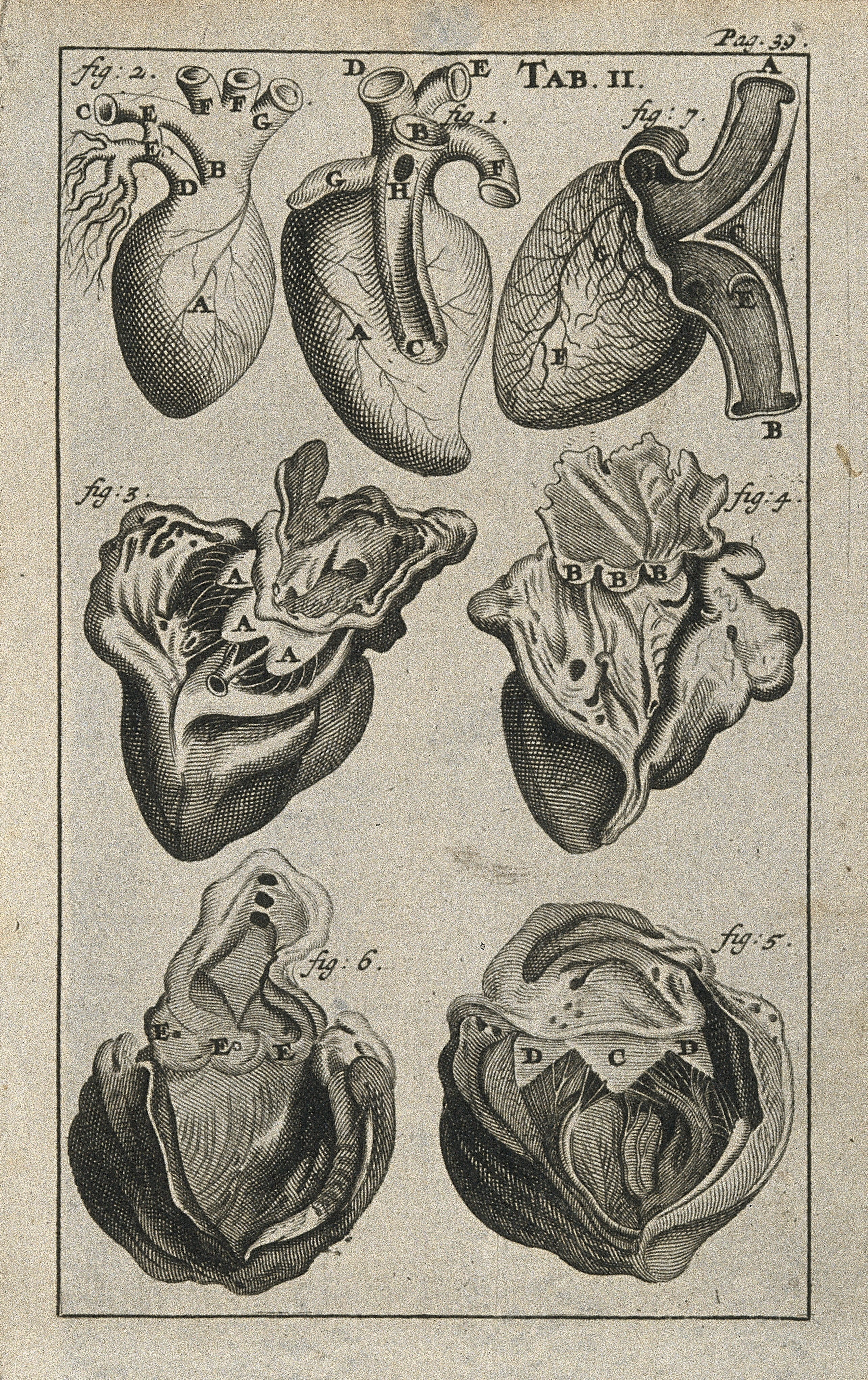
心臓の解剖図
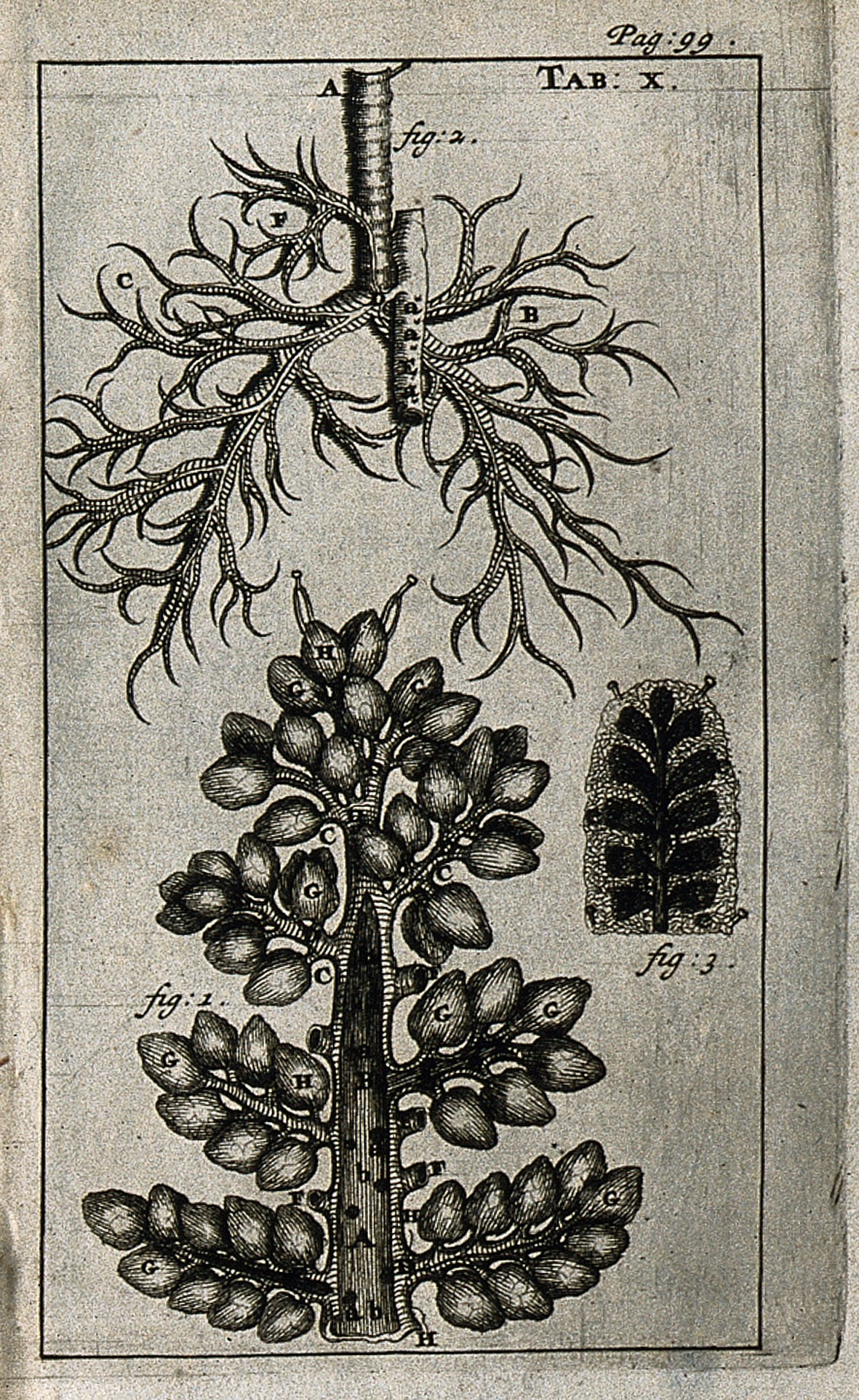
肺の組織
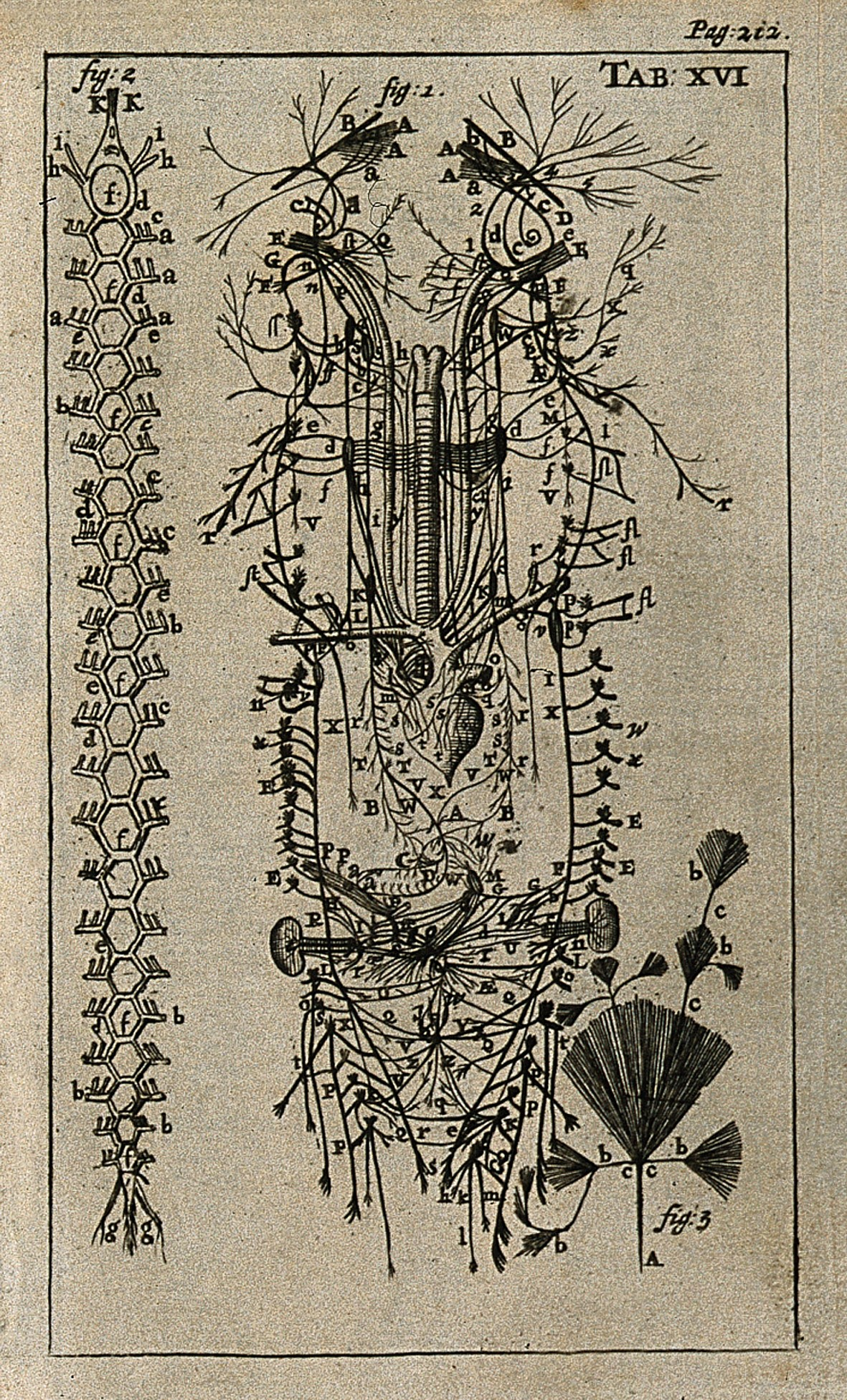
神経組織

## 著書
- De Nieuw Hervormde Anatomia, Amsterdam 1678.：『新訂解剖学』江戸期における西洋医学の受容に影響を与えた。
- De Nieuwe Nederlantsche Apothekers Winckel, Amsterdam 1678.
- Lexicon medicum Graeco-Latinum, Amsterdam 1679.
- Nieuw lichtende praktyk der Medicynen, Amsterdam 1680.
- Pharmacopaea Amstelredamensis, Amsterdam 1682.
- Verhandelinge van het Podagra en Vliegende Jicht, Amsterdam 1684.
- Anatomia reformata, Lugduni Batavorum 1687.
- Lexicon novum medicum Graeco-Latinum, Lugduni Batavorum 1690.
- Theatrum Chimicum, Amsterdam 1693.
- Den Nederlandschen Herbarius, Amsterdam 1698.：『オランダ植物書』